# Gutenberg an der Raabklamm
Gutenberg an der Raabklamm var en kommun i distriktet Weiz i förbundslandet Steiermark i Österrike. Den blev den 1 januari 2015 en del av kommunen Gutenberg-Stenzengreith som numera heter Gutenberg.
Kommunen bestod av två orter (Ortschaften) (inom parentes invånarantal 1 januari 2024):
- Garrach (492)
- Kleinsemmering (793)